# Perzija
Pêrzija je država, ki so jo stari Perzijci osnovali pod kraljem Ahemenom (okoli 700 do 675 pr. n. št.) iz vladarske rodbine Ahemenidov. Njihovo priseljevanje iz evrazijskih step v Perzijo ali Iran se je začelo že v začetku 1. tisočletja pr. n. št.

## Perzijska svetovna država
Perzijski kralji so v 6. in 5. stoletju pr. n. št. ustanovili prvo svetovno državo, ki je segala od Egipta in Egejskega morja na zahodu do reke Ind na vzhodu. Perzijci pokorjenih ljudstev niso več odpeljali v suženjstvo, kot je bilo takrat običajno. Dovolili so jim častiti domače bogove, pustili so jim krajevno upravo, domače šege in navade in jim le naložili visoke davke.

## Prenove Dareja I.
Največji razcvet je Perzija doživela pod kraljem Darejem I. Velikim (vladal 521 pr. n. št.-486. pr. n. št. Z osvajanjem je državne meje razširil do reke Ind, na zahodu pa do Egipta, Egejskega morja in spodnje Donave. Zaradi moči in bogastva so ga imenovali tudi 'kralj kraljev'. Znan je tudi po svojih prenovah, s katerimi je poenotil državo. Upravno jo je razdelil na 20 satrapij, ki so jim vladali satrapi, uvedel je uradniški aparat z velikim vezirjem na čelu in državo povezal z izgradnjo cest ter poštnih postojank.

## Nova Perzija
Konec stare Perzije je bilo, ko je leta 333 pr. n. št., ko je Aleksander Veliki premagal Perzijskega kralja Dareja III.. Šele leta 1794 se je Perzija obnovila, a ni bila več tako mogočna kot nekoč. Šah Fath Ali je bil zadnji perzijski šah, ki je vladal brez evropskega vmešavanja. Končno je po prvi svetovni vojni, leta 1925, propadla. Današnji Iran je ostanek Perzije. V Iranu so šahi še obstajali še do leta 1979.